# Litoria congenita
Litoria congenita (tên tiếng Anh: Yule Island Tree Frog) là một loài ếch thuộc họ Pelodryadidae.
Loài này có ở Indonesia và Papua New Guinea.
Môi trường sống tự nhiên của chúng là xavan ẩm, đầm nước ngọt có nước theo mùa, vườn nông thôn, và rừng trước đây suy thoái nghiêm trọng.